# Cá chồn hồng
Cá chồn hồng, Genypterus blacodes, là một loài cá được tìm thấy trong các đại dương xung quanh phía Nam Úc, Chile, Brasil, và xung quanh New Zealand trừ bờ biển phía đông của Đảo Bắc, ở độ sâu từ 22 đến 1.000 mét (72 đến 3300 ft). Chiều dài lên đến 200 cm (79 in), và sống đến 30 năm.